# Mazda Rustler
Mazda Rustler är (eller var) en bilsort som kallades Mazdas "arbetshäst" under en lång tid. Den produceras fortfarande (2006) i Sydafrika men finns inte i Sverige eller i USA. Den hade sin grund i tredje versionen 323, 1987-1993, (från 1990 bara i kombiversion).